# فرانسيسكو رانجيل غوميز
فرانسيسكو رانجيل جوميز هو سياسي فنزويلي. كان حاكم ولاية بوليفار. في الانتخابات الإقليمية الفنزويلية لعام 2008 حصل على 67٪ من الأصوات مقابل 30٪ لأندريس فيلاسكيز. وكان سابقًا رئيس مؤسسة غيانا الفنزويلية.
وفقًا لموقع فنزويلا أنالايسيس «أثناء وجوده في لجنة التفاوض لحل النزاع الذي دام 15 شهرًا في سيدور، أمر رانجيل الحرس الوطني بإطلاق النار على عمال سيدور المحتجين». في أبريل 2008 أمر هوغو شافيز بتأميم سيدور.

## العقوبات
تمت معاقبة رانجيل من قبل عدة دول.
في نوفمبر 2017 عاقبت الحكومة الكندية رانجيل غوميز باعتباره شخصًا شارك في «أعمال فساد كبيرة أو تورط في انتهاكات جسيمة لحقوق الإنسان».
في 6 يناير 2018 أصدرت وزارة الخارجية الأمريكية عقوبات ضد فرانسيسكو رانجيل غوميز و3 مسؤولين آخرين في الحكومة الفنزويلية لصلاتهم المزعومة بشبكات الفساد.
في مارس 2018 عاقبت بنما 55 موظفًا حكوميًا، من بينهم رانجيل غوميز.